# Ferdinandshof Frankfurt (Oder)
Der Ferdinandshof ist die ehemalige Brauerei von Ferdinand Schindler in Frankfurt (Oder), errichtet in der Mitte des 19. Jahrhunderts. Zu dem Gebäudekomplex gehören die Häuser der Gubener Str. 8, 9 und 9a, direkt an der Ecke zum Ferdinandsberg.

## Geschichte
Der Ferdinandshof hat eine bewegte Nutzungsgeschichte: Zunächst Brauerei, seit 1921 Bettfedernfabrik Siegfried Neumann und schließlich Spirituosen-Fabrik, was stetige Um- und Anbauten erforderlich gemacht hat.
Seit der Wende stand der Ferdinandshof leer und verfiel zusehends. Der Komplex gehörte zu den letzten nicht sanierten Gebäudeensembles der Innenstadt. Durch die zentrale Lage nahe dem Frankfurter Bahnhof wie auch der stadtbildprägende Schornstein ist dies besonders auffällig. In den Jahren 2015–2017 wurden von den Studierenden des weiterbildenden Masterstudiengangs „Schutz Europäischer Kulturgüter“ der Europa-Universität Viadrina kontinuierlich Projekte zur Bau- und Nutzungsgeschichte sowie zur Ermittlung einer künftigen Nutzung geführt. Das Ergebnis dieser Bemühung waren die Miteinbeziehung der Fakultät Architektur der BTU-Cottbus, eine von den Viadrina-Studierenden erstellte Nachnutzungsstudie sowie eine von ihnen koordinierte öffentliche Debatte mit den zuständigen Institutionen, die auch zur Findung des geeigneten Projektentwicklers geführt hat.
2017 unterschrieb die Stadt Frankfurt (Oder) mit einem Investor aus Berlin den Vertrag zur Sanierung des Ferdinandshofs. Die Bauarbeiten begannen noch im gleichen Jahr. Im Rahmen des Stadtumbauteilprogramms „Sanierung, Sicherung und Erwerb von Gebäuden, die vor 1949 errichtet wurden (Altbauten)“  erfolgte die Sanierung der ehemaligen Wohngebäude. Die Mittel wurden vom Bund und dem Land Brandenburg bereitgestellt. Die Fördermittel für die ehemaligen Fabrikgebäude wurden durch das Bundesprogramm „Modellvorhaben zum nachhaltigen und bezahlbaren Bau von Variowohnungen“ zur Verfügung gestellt. Neben Variowohnungen entstanden hier 129 Apartments sowie Gewerberäume zur gastronomischen Nutzung.

## Heutige Situation
Neben den 129 Plätzen für Studenten und Auszubildende verfügen die Ferdinandshöfe seit 2022 auch über 12 barrierefreie Wohnungen für den freien Wohnungsmarkt.

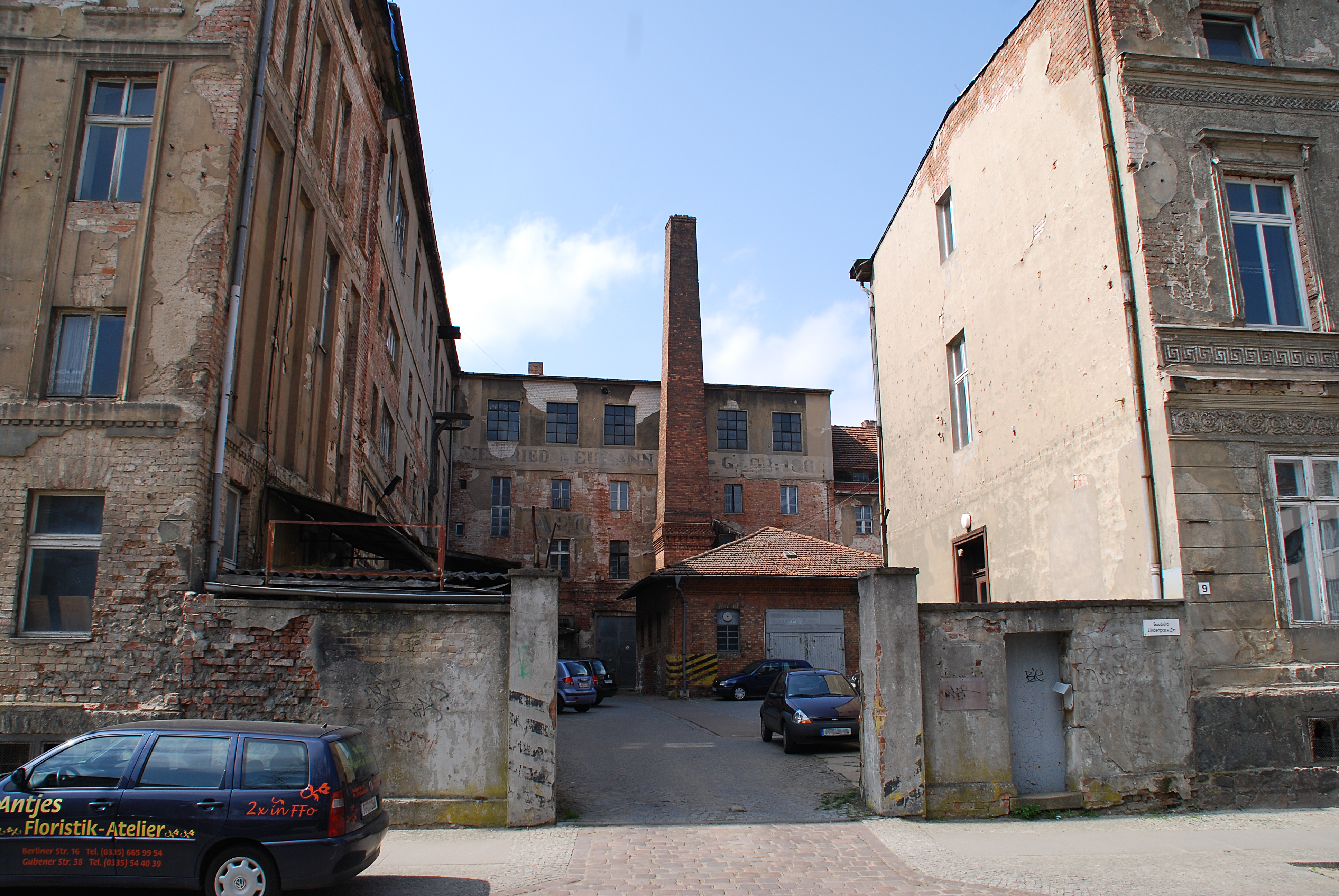
Haupteingang Gubener Straße, Blick in den Innenhof mit charakteristischem Schornstein
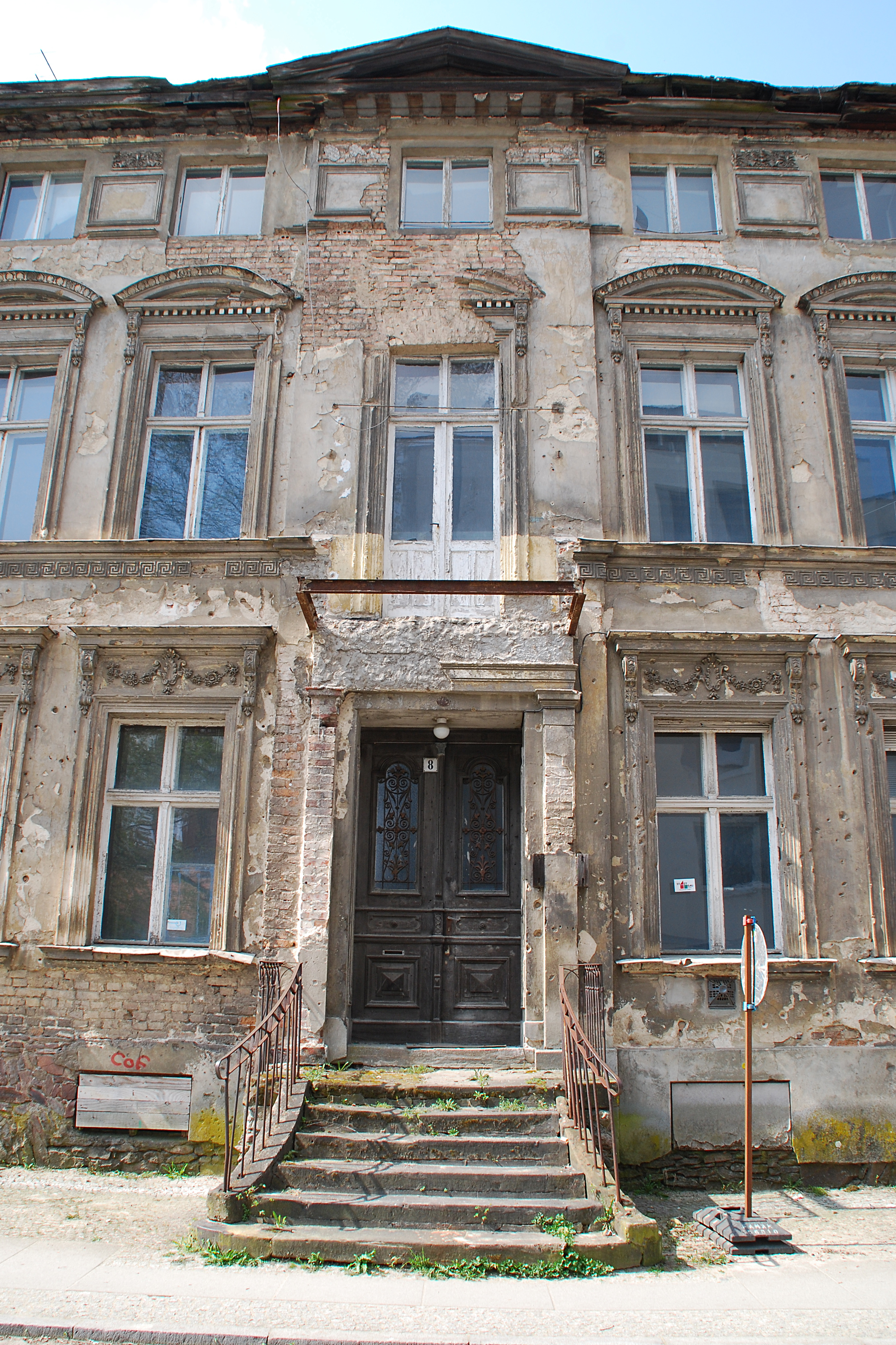
Ferdinandshof
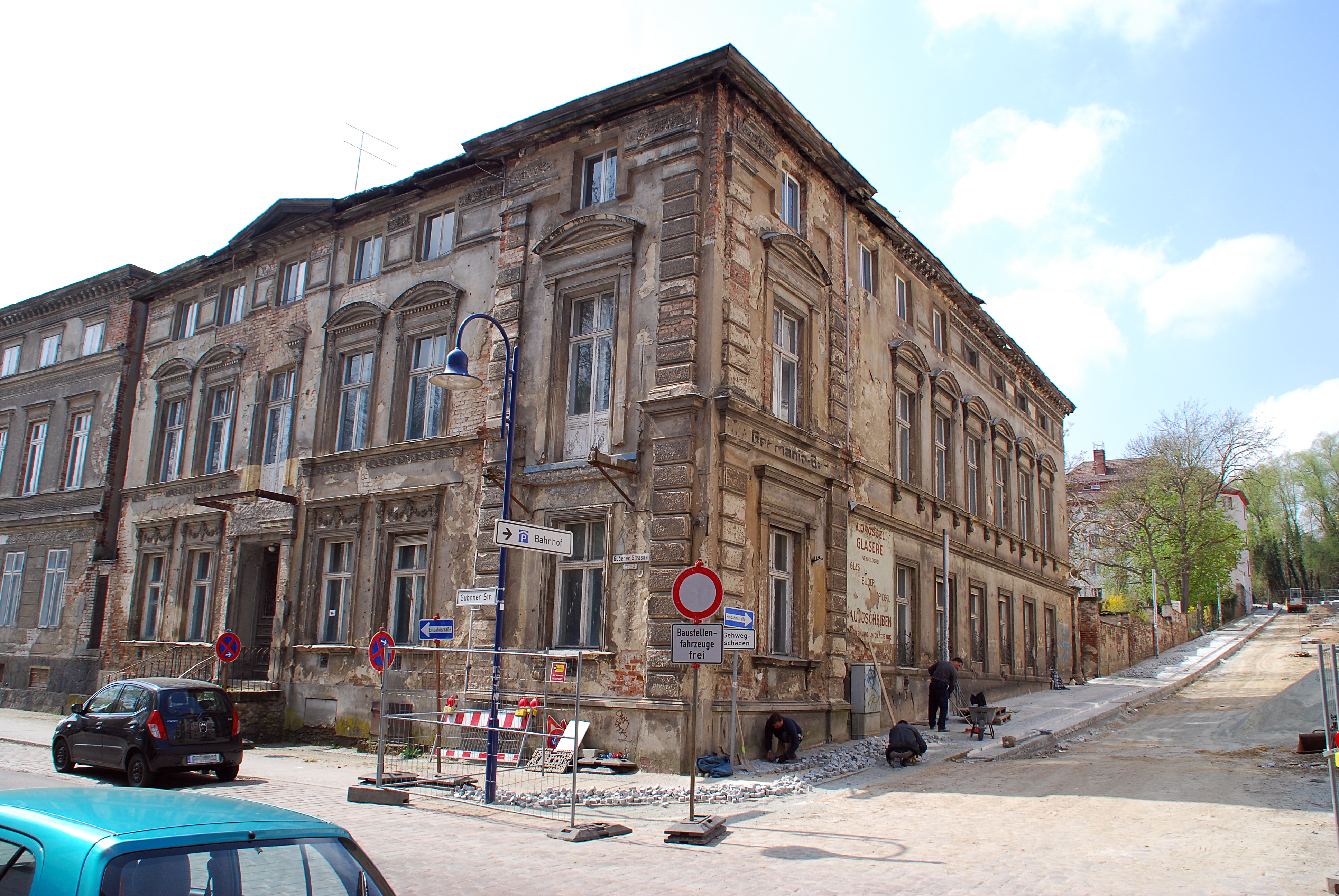
Ferdinandshof; Eckgebäude Ferdinandsberg
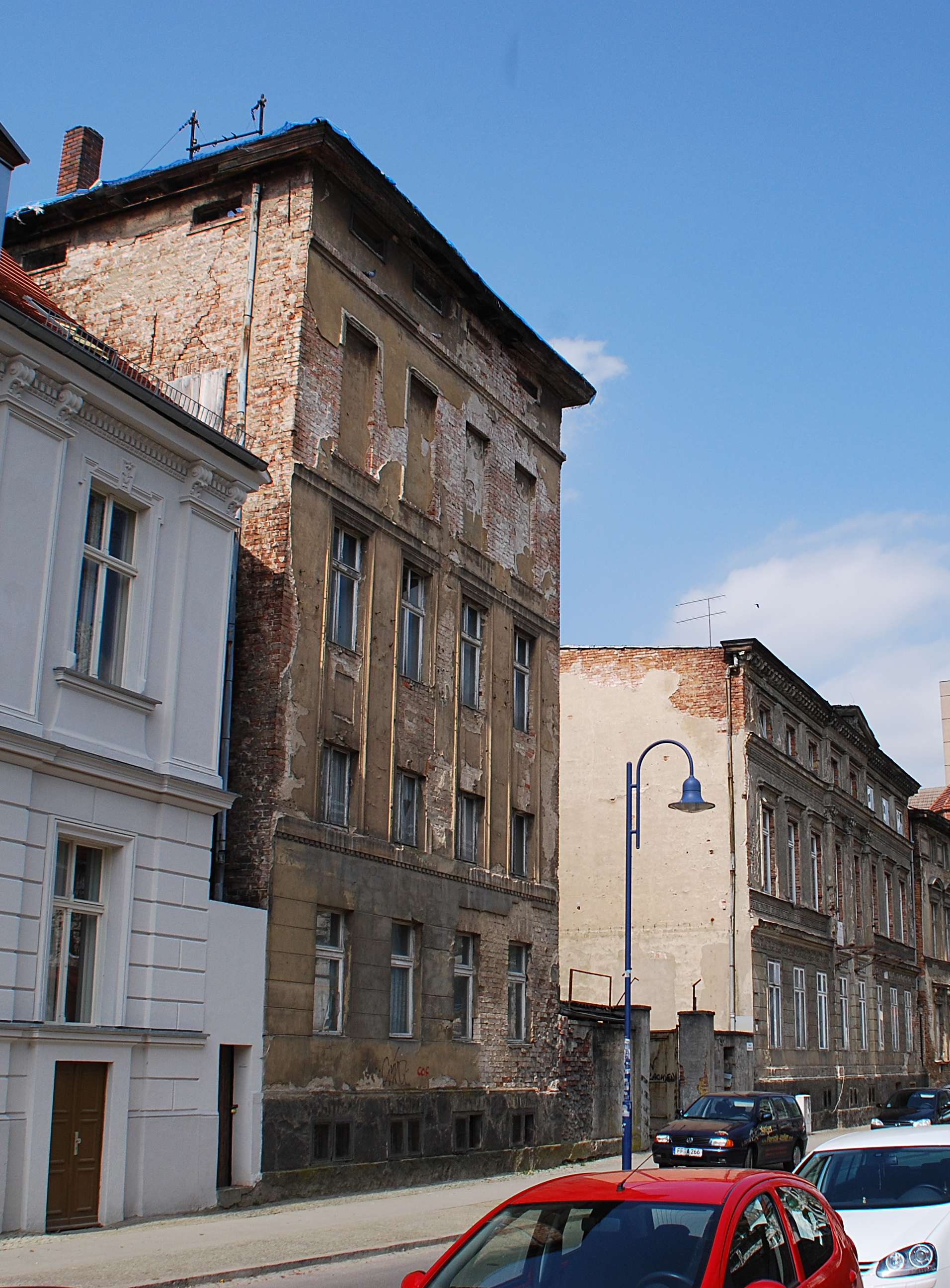
Ferdinandshof – Eckgebäude